# Lætitia Toureaux
Compléments
Mystérieusement assassinée dans le métro
Lætitia Toureaux (née Nourrissat le 11 septembre 1907 à Oyace, et morte assassinée dans le métro de Paris le 16 mai 1937) est une ouvrière, trouvée assassinée, dans une rame de métro en 1937, liée à l'extrême-droite et aux milieux fascistes italiens.

## Biographie
Lætitia-Marie-Joséphine, dite Yolande, est la fille d'un cultivateur italien, émigrée en France avec sa mère et ses trois frères et sœur. Elle se marie en 1930 avec Jules Toureaux, potier en étain repoussé, qui mourra de la tuberculose en 1935. Elle est naturalisée française par ce mariage.
En 1937, elle est ouvrière dans une firme industrielle de Saint-Ouen spécialisée dans la fabrication de cirage. « Ouvrière modèle et serviable » pour ses camarades d'usine, elle est en fait chargée par le patronat de les espionner.

« Elle est inscrite à la Ligue du bien public, mais son parrainage imposant, un inspecteur de la PJ et un directeur d'agence de détectives (dont elle est l'une des employées), soulève un certain soupçon sur son identité d'ouvrière. »

Elle sort dans les bals et les guinguettes, et tient le vestiaire de l'As de Cœur (un bal musette situé rue des Vertus). Ses deux amants du moment sont « militaires sur des sites sensibles, l'un sur la ligne Maginot, l'autre au port de Toulon ».
Lætitia Toureaux est retrouvée assassinée à Paris à la station de métro Porte Dorée. Un des passagers du métro, qui se présente comme un médecin militaire mais qui est en fait dentiste, la découvre écroulée sur son siège de première classe, un couteau à cran d'arrêt de type Laguiole planté dans le cou.
Elle repose au cimetière parisien de Thiais.

## L’enquête

### Un crime parfait
Le dimanche 16 mai 1937, Laetitia Toureaux avait pris place dans une voiture de première classe au terminus de la ligne 8. La rame avait quitté la station Porte de Charenton à 18h27 et était arrivé à la station suivante, Porte Dorée, une minute et vingt secondes plus tard. Les témoins n'ont vu personne entrer ou sortir du compartiment où le corps a été retrouvé. Ni le meurtrier, ni la méthode de son évasion, ne furent découverts.
Ce crime « parfait » est largement commenté à l'époque : le rôle trouble de Lætitia Toureaux dans la France de l'entre-deux-guerres suscite de multiples spéculations. L'enquête menée par le commissaire Badin révèle rapidement que cette jeune veuve avait une vie tumultueuse, travaillant sous un faux nom dans une agence de détectives privés, ayant des amants, visitant fréquemment et discrètement l'ambassade d'Italie, et ayant des contacts avec les milieux fascistes italiens à Paris. Elle était également en contact avec un membre de l'extrême droite française, de la Cagoule.
La guerre survient deux ans plus tard et l'affaire est classée, faute de progrès.

### Rebondissements ultérieurs
En 1948, un homme interné dans un hôpital psychiatrique s'accuse du meurtre, dans une lettre à la police, mais des invraisemblances dans son récit convainquent la police qu'il s'agit d'un affabulateur.
En juin 1962, un anonyme se disant médecin, né en 1915 à Perpignan, adresse à la Police judiciaire une lettre dans laquelle il s'accuse de ce crime, a priori passionnel, le jeune homme amoureux ayant été éconduit par la trop distante Lætitia. Il raconte que la police a commis l'erreur de ne pas suffisamment interroger tous les voyageurs restés à quai, et de le laisser partir,. Le crime étant prescrit, le directeur de la PJ, Max Fernet, décide de ne pas rouvrir l'enquête,.

### Filmographie
- De mémoire d'homme - L'affaire Laetitia Toureaux, docu/fiction, Jacques Ertaud, 1978